# Беляры
Беляры (укр. Білярі) — нежилое село, относится к Лиманскому району Одесской области Украины.
Население по переписи 2001 года составляло 234 человека. Почтовый индекс — 67551. Телефонный код — 48. Занимало площадь 0,661 км². Код КОАТУУ — 5122755401. На данный момент застраивается комплексом МТП Южный.

## Местный совет
67550, Одесская обл., Лиманский р-н, пгт Новые Беляры, ул. Лиманная, 8